# Ramblers FC
Ramblers Football Club w skrócie Ramblers FC – namibijski klub piłkarski, grający w Namibia Premier League, mający siedzibę w mieście Windhuk, stolicy kraju. Klub został założony w 1945 roku. W swojej historii wywalczył jedno mistrzostwo kraju i zdobył jeden Puchar Namibii.

## Sukcesy
- I liga[1]:
  - mistrzostwo (1): 1992.

- Puchar Namibii[2]:
  - zwycięstwo (1): 2005.

## Występy w afrykańskich pucharach
| Sezon | Rozgrywki       | Runda   | Kraj     | Klub            | Dom | Wyjazd | Dwumecz |
| ----- | --------------- | ------- | -------- | --------------- | --- | ------ | ------- |
| 1993  | Puchar Mistrzów | wstępna | Mozambik | CD Costa do Sol | 0–0 | 1–2    | 1–2     |

## Stadion
Domowe mecze klub rozgrywa na stadionie o nazwie Ramblers Stadium w Windhuku, który może pomieścić 1000 widzów.